# Danau Tempe
Danau Tempe är en sjö i Indonesien.   Den ligger i provinsen Sulawesi Selatan, i den centrala delen av landet, 1 500 km öster om huvudstaden Jakarta. Danau Tempe ligger 5 meter över havet. Arean är 350 kvadratkilometer. Omgivningarna runt Danau Tempe är en mosaik av jordbruksmark och naturlig växtlighet. Den sträcker sig 14,9 kilometer i nord-sydlig riktning, och 14,2 kilometer i öst-västlig riktning.